# Cucina laziale

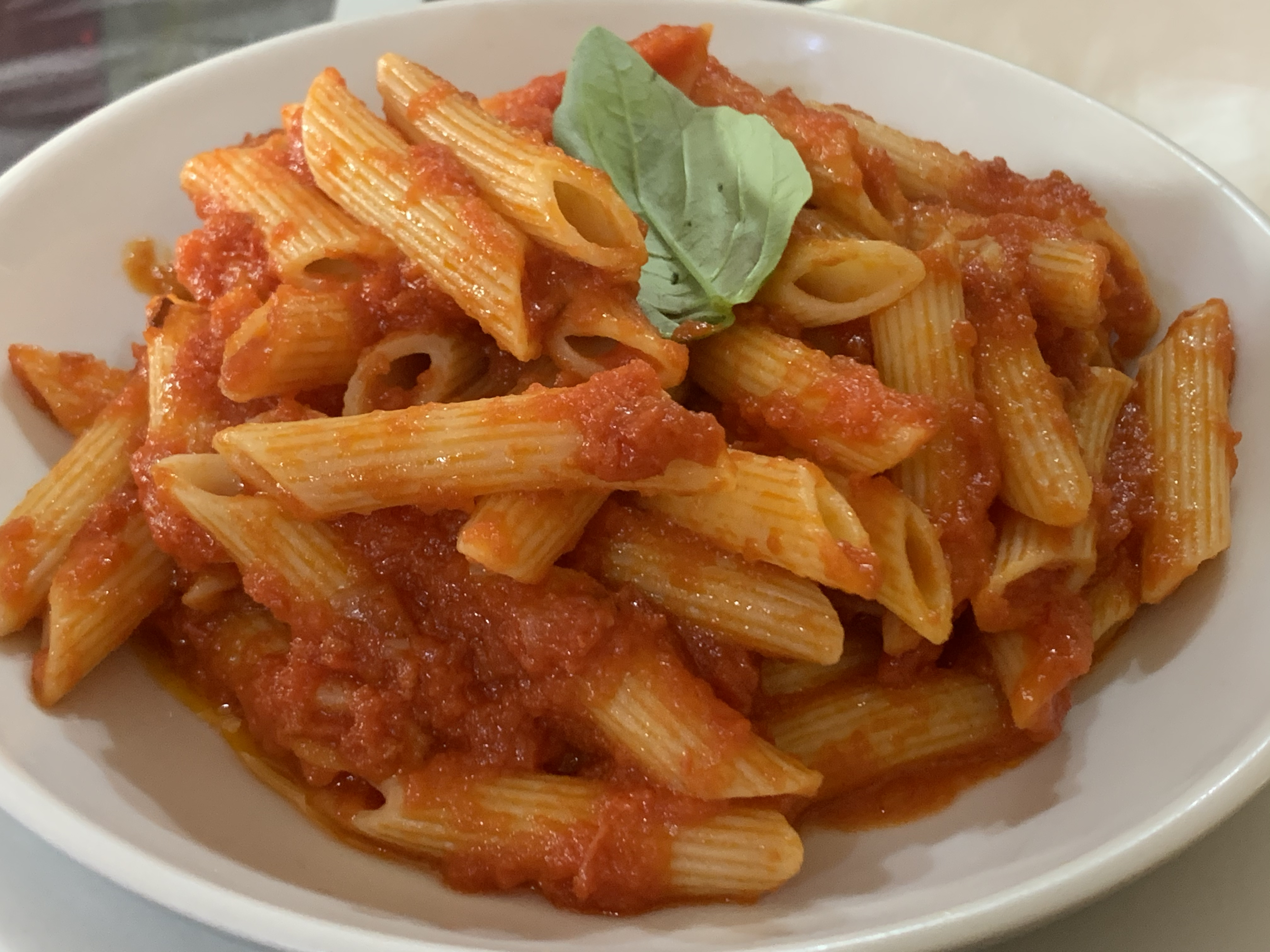
Penne all'arrabbiata

La cucina laziale è l'espressione dell'arte culinaria del Lazio.

## Descrizione
Al pari di molte altre cucine italiane, quella del Lazio è una cucina rustica, semplice ma saporita e molto condita, nata per soddisfare uomini e donne occupati nelle fatiche dei campi, ed è rappresentata in gran parte dalla tradizione culinaria romana.
La cucina laziale si basa su ingredienti contadini come i legumi e le verdure fresche, tra i quali spiccano i fagioli, le lenticchie, i piselli, le puntarelle (germogli di cicoria amara), la lattuga romana, le bietole, i broccoli, le zucchine, i finocchi, le carote e i cavolfiori.
Abbondano piatti dai sapori intensi e i primi, come le penne all'arrabbiata, la pasta con i broccoli e quella con le fave. Tra i formaggi meritano una menzione il pecorino romano e la ricotta.